# Lost City Museum
Pour les articles homonymes, voir Lost City et Museum.
Le Lost City Museum, anciennement connu sous le nom de Boulder Dam Park Museum, est un musée construit par le CCC conservation corps en 1935 et géré par le National Park Service dans le but d'exposer les artefacts des sites archéologiques du Pueblo Grande de Nevada. Le musée est situé dans Overton, au Nevada, et est l'un des sept musées géré par la Division des Musées et de l'Histoire du Nevada, une agence du Ministère du Tourisme et des Affaires Culturelles du Nevada.
Le Lost City Museum partage son emplacement avec un site préhistorique des indiens Pueblo. En 1981, une extension du musée a été construit en incorporant plusieurs ruines afin de les protéger et de les partager avec le public. Le musée présente des expositions illustrant les fouilles de sites, les objets déterrés au cours du projet, des photos des excavations historiques, et des reconstructions de maisons Pueblo. De la poterie, des coquillages, des bijoux et beaucoup d'autres exemples illustrant l'histoire des premiers habitants sont exposés dans ce musée.
Le musée offre un site de maison Pueblo reconstruite qui est ouvert aux visiteurs.

## Histoire
Le musée a été créé pour héberger et montrer les objets issus du Pueblo Grande de Nevada, qui allaient être partiellement recouverts par les eaux du Lac Mead à la suite de la construction du Barrage Hoover.